# Nightmare at 20,000 Feet
"Nightmare at 20,000 Feet" is een aflevering van de Amerikaanse televisieserie The Twilight Zone.

## Plot

### Opening
Portrait of a frightened man: Mr. Robert Wilson, thirty-seven, husband, father, and salesman on sick leave. Mr. Wilson has just been discharged from a sanitarium where he spent the last six months recovering from a nervous breakdown, the onset of which took place on an evening not dissimilar to this one, on an airliner very much like the one in which Mr. Wilson is about to be flown home - the difference being that, on that evening half a year ago, Mr. Wilson's flight was terminated by the onslaught of his mental breakdown. Tonight, he's travelling all the way to his appointed destination which, contrary to Mr. Wilson's plan, happens to be in the darkest corner of the Twilight Zone.
— Rod Serling

### Verhaal
Robert “Bob” Wilson (William Shatner) is een zakenman die voor het eerst sinds zijn zenuwinzinking, nu zes maanden geleden, een vliegreis maakt. Onderweg krijgt hij de schrik van zijn leven wanneer hij een Gremlin op de vleugel van het vliegtuig ziet. Hij probeert de andere passagiers en de stewardess hierop te wijzen, maar de Gremlin zorgt dat hij steeds net buiten beeld is als iemand anders kijkt. Derhalve gelooft niemand hem.
Door Bobs gedrag begint zijn vrouw, die samen met hem reist, zelfs te denken dat Bob terug moet naar de kliniek omdat hij zijn inzinking nog niet te boven is. Dit wil Bob uiteraard voorkomen, maar tegelijk kan hij de Gremlin ook niet zijn gang laten gaan omdat het vliegtuig dan zeker zal neerstorten. Uiteindelijk gaat Bob over op drastische maatregelen. Hij pakt het pistool van een slapende agent, opent het raam en schiet de Gremlin neer. Hierbij wordt hij zelf ook bijna het vliegtuig uitgezogen.
Zodra het vliegtuig is geland wordt Bob in een dwangbuis afgevoerd naar een gesticht. Hij laat zich echter vrijwillig meevoeren omdat hij weet dat de crew van het vliegveld spoedig de onverklaarbare schade aan de vleugel zal ontdekken en zijn verhaal zo zal kunnen bevestigen.

### Slot
The flight of Mr. Wilson has ended now, a flight not only from point A to point B, but also from the fear of recurring mental breakdown. Mr. Wilson has that fear no longer, though, for the moment, he is, as he said, alone in this assurance. Happily, his conviction will not remain isolated too much longer, for happily, tangible manifestation is very often left as evidence of trespass, even from so intangible a quarter as the Twilight Zone.
— Rod Serling

## Achtergrond
Richard Matheson schreef in het Twilight Zone magazine dat de aflevering zijn favoriet was.
Van de aflevering werd een nieuwe versie gemaakt in Twilight Zone: The Movie, nu met John Lithgow in de rol van de hoofdpersoon. De plot van de film volgt vrijwel geheel die van de aflevering, op een paar details na. In de film heet de hoofdpersoon John Valentine en reist hij alleen. Ook is in de film wel te zien hoe de monteurs de schade ontdekken.

## Culturele referenties
- De aflevering werd geparodieerd in The Simpsons in de aflevering Treehouse of Horror IV. In het filmpje "Terror at 5 1/2 Feet" ziet Bart Simpson hoe een Gremlin de schoolbus saboteert en net als Bob kan hij niemand hiervan overtuigen.

- In de sitcom 3rd Rock from the Sun werd tweemaal een referentie naar de aflevering gemaakt. De eerste keer ziet het personage Dick (gespeeld door John Lithgow) een vliegtuigmotor aan voor een monster op de vleugel. De tweede keer pikt Dick een personage, gespeeld door William Shatner, op van het vliegveld, waarna Shatner beweert onderweg iets vreemds te hebben gezien op de vleugel.

- De aflevering werd geparodieerd in The Bernie Mac Show, waarin Bernie hallucinaties krijgt door het eten van zijn eigen kalkoen. Hierdoor ziet hij het personage Vaness als een Gremlin op een vliegtuigvleugel zitten.

- In de serie Futurama kijken Fry en Bender naar de fictieve serie The Scary Door, waarin een aflevering te zien is waarin een gokker aan boord van een vliegtuig een Gremlin op de vleugel ziet, maar niemand gelooft hem omdat de gokker opeens verandert in Adolf Hitler.

- De aflevering werd geparodieerd in een aflevering van Johnny Bravo, maar dan met een clown in plaats van een Gremlin als het wezen dat Johnny op de vleugel ziet.

- In een sketch van Muppets Tonight ziet Miss Piggy een wezen dat de vleugels van het vliegtuig waar ze in zit opeet. Wanneer ze begint te gillen zegt William Shatner, die naast haar zit, dat het geen zin heeft anderen hierop te wijzen; dat probeert hij zelf ook al jaren.